# Anita Sarkeesian
Anita Sarkeesian (Ontario, 1983) és una comunicadora, crítica cultural, feminista i bloguera canadenca.
Va estudiar ciències de la comunicació a la Universitat Estatal de Califòrnia i va realitzar el seu màster en pensament social i polític a la Universitat de York.
Va crear el projecte Feminist Frequency («Freqüència Feminista»), el qual amb donatius manté lliures de publicitat els vídeos que realitza. El 2012 va iniciar una campanya per realitzar els seus documentals que consistia a recaptar sis mil dòlars; va aconseguir sobrepassar la seva meta i va acabar recaptant un total de 158.922 $ en donacions.
Van ser sabotejades les seves missatgeries instantànies.
També s'ha presentat com a conferenciant.

## Trops contra dones
La seva sèrie documental Tropes vs. Women in Video Games (literalment, «Trops contra Dones en Videojocs»), «Damisela en dificultats», tracten el paper de la dona en els videojocs. El seu objectiu era mostrar com les dones continuen sent representades en la narrativa dels videojocs com a personatges estereotipats, sota arquetips com la dama en dificultats o la companya sexi, entre d'altres.
Aquest projecte va desencadenar una campanya d'assetjament masclista contra Sarkeesian que va incloure amenaces de violació i mort, pirateria de les seves pàgines web i xarxes socials i doxing. Els atacants van publicar comentaris despectius en línia, van vandalitzar l'article de Sarkeesian a la Viquipèdia amb insults racials i imatges sexuals i van enviar-li dibuixos d'ella mateixa sent violada per personatges de videojocs.